# Roscoe Frank Sanford
Roscoe Frank Sanford (6 de outubro de 1883 – 7 de abril de 1958) foi um astrônomo americano, nascido em Faribault, Minnesota. Formou-se em astronomia pela Universidade de Minnesota em 1905.
Foi professor secundário antes de se tornar assistente no Observatório Lick. Na década de 1910, viajou para a América do Sul e mediu, pela primeira vez, a velocidade das Nuvens de Magalhães em relação à Via-Láctea em um observatório de Santiago, Chile. Retornou aos Estados Unidos em 1915, onde obteve seu Ph.D. em astronomia pela Universidade da Califórnia dois anos mais tarde.
Após um breve período no Observatório Dudley, passou o restante de sua carreira trabalhando no Observatório Monte Wilson até a sua aposentadoria em 1949, embora cessasse suas atividades definitivamente em 1956.
Publicou mais de sessenta artigos sobre estrelas binárias espectroscópicas, estrelas variáveis e cefeídas. Sua contribuição mais significativa reside no estudo de estrelas classe R e N, que pertencem à classe das anãs vermelhas frias (estrelas de carbono). Também publicou um atlas com o posicionamento das estrelas de carbono na esfera celeste e determinou as características espectrais do isótopo 13 do carbono.
Foi presidente da Sociedade Astronômica do Pacífico em 1944 e participou de duas comissões (XXIX e XXX) da União Astronômica Internacional (UAI). A cratera lunar Sanford foi batizado em sua homenagem.